# İskenderunspor 1967
İskenderunspor 1967 ist ein türkischer Fußballverein aus İskenderun, der im Jahre 2006 aufgelöst und im Jahre 2009 wieder neu aufgebaut wurde. Bis zur Auflösung 2006 trug der Verein den Namen İskenderunspor.

## Geschichte
Der Verein wurde 1967 durch die Vereinigung der Zweitligisten Gençlerbirliği, Çayspor und Yolspor gegründet. Die Vereinsfarben waren Orange-Blau. Dem Verein gelang es, den Lokalrivalen İskenderun Demir Çelikspor viele Jahre im Schatten stehen zu lassen.
Die Jugendarbeit des Vereins schenkte dem türkischen Fußball wichtige Namen wie Samet Aybaba, Durmuş Çolak, Soner Tolungüç und İsmail Köybaşı. Nach der Spielzeit 1971/72 stieg der Verein zum ersten Mal in der Vereinsgeschichte in die zweite türkische Liga auf und war dort bis zur Spielzeit 1977/78 vertreten. 1978 wurde die Mannschaft wegen Spielmanipulation in die dritte Liga degradiert. Als der Verein nach dem Zwangsabstieg bis in die Amateurliga abgestiegen ist, wurde er 1980 wieder in die zweite türkische Liga aufgenommen und konnte dort den Klassenerhalt bis zur Saison 1989/90 sichern. Nach dem Abstieg 1990, gelang es der Mannschaft bereits nach einer Saison wieder in die zweite Liga aufzusteigen.
1993 stieg der Verein wieder in die dritte Liga ab und konnte bis zur Spielzeit 1995/96 keine weiteren Erfolge erreichen. 1996 gelang ein erneuter Aufstieg in die zweite Liga. Der Erfolg währte nur kurz, wodurch die Mannschaft bereits im Jahr des Aufstiegs abermals in dritte Liga abgestiegen ist. Von 1997 bis 2001 spielte der Verein in der dritten Liga und stieg letztendlich wieder in die Amateurliga ab, wo er bis 2006 vertreten war und sich anschließend auflöste.
Der Verein war auf dem besten Weg einen Aufstieg in die höchste türkische Spielklasse zu erreichen, jedoch war der Verein wegen des zweiten Golfkriegs finanziell geschwächt, wodurch ein Aufstieg in die höchste Spielklasse nie erreicht wurde.
Die erfolgreichste Spielzeit des Vereins war die Saison 1983/84. Die Mannschaft beendete die Saison auf dem zweiten Platz hinter dem Aufsteiger Malatyaspor.

## Bekannte ehemalige Spieler
- Samet Aybaba
- İsmail Köybaşı
- Durmuş Çolak
- Soner Tolungüç
- Nihat Tümkaya

## Ligazugehörigkeit
- TFF 1. Lig: 1971–78, 1980–90, 1991–93, 1996–97
- TFF 2. Lig: 1967–71, 1978–79, 1990–91, 1993–96, 1997–01, 2012-
- TFF 3. Lig: 2001–02, 2007–2012
- Amatör Lig: 1979–80, 2002–2006